# Samsonow-Stein

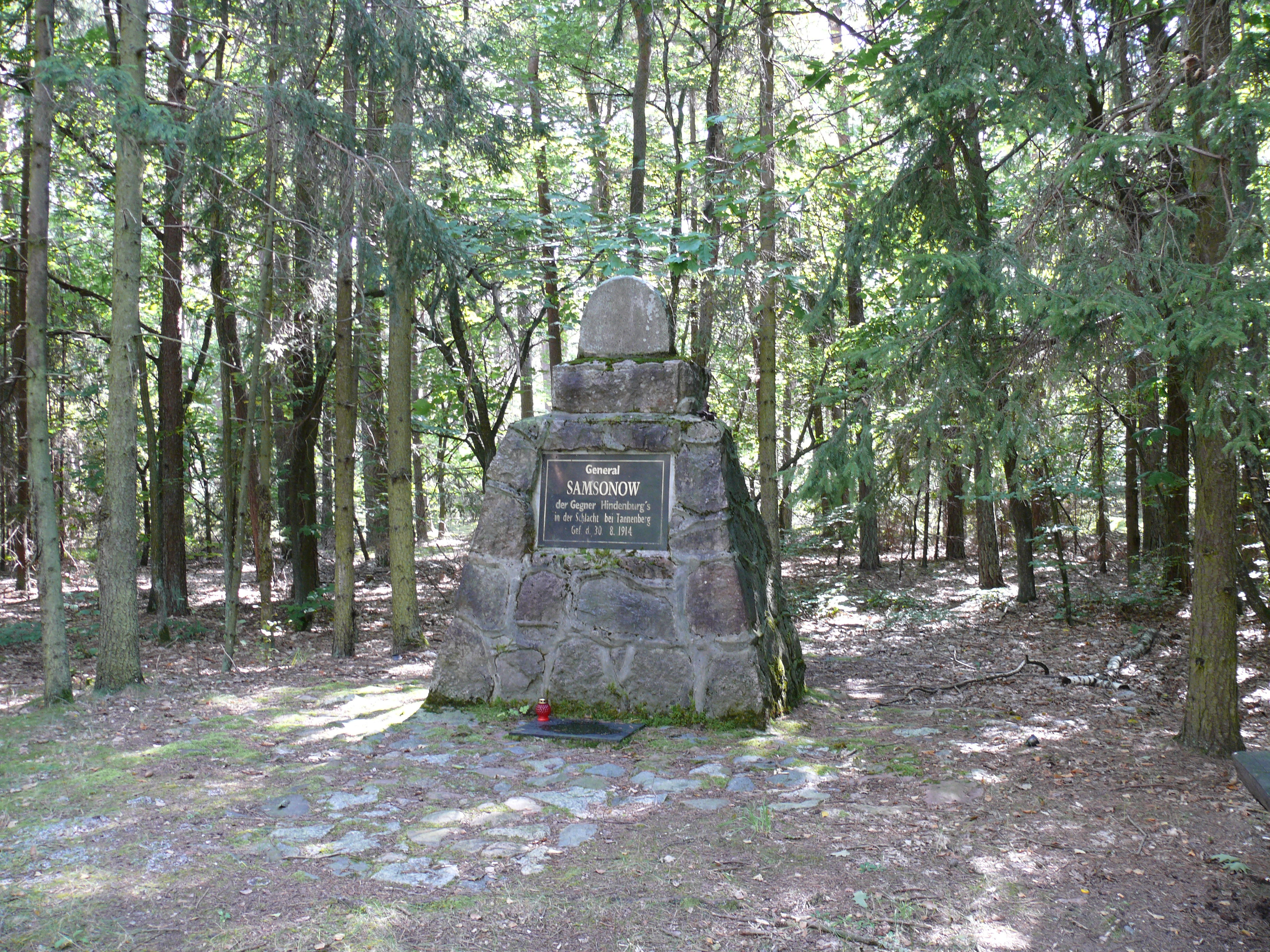
Samsonow-Stein

Der Samsonow-Stein ist ein Denkmal bei Wielbark in Polen. Er ist eine Erinnerung an die Schlacht bei Tannenberg in Ostpreußen. Die Steinsäule wurde zwischen 1918 und 1920 errichtet. Das Denkmal war fester Bestandteil einer jeden Tannenbergfahrt und wurde daher auch mit dem Tannenberg-Denkmal in Verbindung gebracht.

## Hintergrund
Alexander Wassiljewitsch Samsonow hatte versucht, sich nach dem für ihn ungünstigen Ausgang der Schlacht bei Tannenberg mit einigen getreuen Offizieren abzusetzen. Die Gruppe vergrub alle Rangabzeichen und versuchte sich durch die deutschen Linien durchzuschlagen. In der Dunkelheit der Nacht löste sich Samsonow von der Gruppe. Sein Fehlen wurde erst im Morgengrauen entdeckt. Wohl in Verzweiflung, dem Zaren gegenüberzutreten, und wohl auch, um der Demütigung der deutschen Gefangenschaft zu entgehen, erschoss er sich am 30. August 1914 im Wald südlich von Willenberg nahe der Försterei Karolinenhof (heute Rokitka). Der Leichnam General Samsonows wurde zunächst von den Dorfbewohnern nicht erkannt, somit wurde er wie alle anderen Gefallenen auf dem Schlachtfeld in einem einfachen Soldatengrab beerdigt. Erst später, bei Verlegung der verstreut liegenden Gräber in Soldatenfriedhöfe, identifizierte man ihn anhand eines Amuletts, das er um seinen Hals trug.

Auf Betreiben seiner Frau wurden seine Gebeine 1916 nach Russland überführt. Am Fundort wurde eine kleine Pyramide errichtet. Die Inschrift lautete: 

„General Samsonow, der Gegner Hindenburg’s [sic] in der Schlacht bei Tannenberg, Gef. d. 30. August 1914.“

 In der Volksrepublik Polen nach dem Zweiten Weltkrieg blieb die Tafel aus der Pyramide verschwunden und wurde erst nach der Wende Mitte der 1990er Jahre mit einem erläuternden Text wieder eingefügt. Inzwischen wurde eine Nachbildung der alten Tafel mit der Originalinschrift angebracht. Zusätzlich wurde eine Tafel mit einem erläuternden Text aufgestellt.